# Moses Mudavadi
Moses Substone Budamba Mudavadi (* 1923 in Sabatia; † 1989) war Generalsekretär der langjährigen Staatspartei KANU und gehörte der Luhya-Ethnie in Kenia an.
Mudavadi hielt über viele Jahre den Wahlkreis von Sabatia in der Westprovinz. Er hatte auch den Posten eines Ministers für „Local government“ inne. Sein Sohn Musalia Mudavadi folgte seinen politischen Spuren.